# أندريه سيويرين
أندريه سيويرين (بالبولندية: Andrzej Seweryn) (و. 1946  م) هو ممثل أفلام، ومخرج أفلام، وممثل تلفزي بولندي، ولد في هايلبرون.

## مناصب
تولى منصب شريك في المسرح الوطني الفرنسي ‏ (منذ 15 يونيو 2006)
.

## التعليم
تعلم في Aleksander Zelwerowicz National Academy of Dramatic Art ‏
.

## جوائز
حصل على جوائز منها:
- نيشان الفنون والآداب من رتبة قائد (23 مارس 2017)[9]
- وسام جوقة الشرف من رتبة فارس (9 أبريل 2004)[10]
- جائزة أفضل ممثل لاتحاد النقاد  [لغات أخرى]‏ (1996)
- وسام الاستحقاق الوطني من رتبة فارس
- نيشان الفنون والآداب من رتبة فارس
- نيشان بولونيا ريستيتوتا من رتبة قائد
- الميدالية الذهبية للاستحقاق في مجال الثقافة ‏

## وصلات خارجية
- أندريه سيويرين على موقع IMDb (الإنجليزية)
- أندريه سيويرين على موقع روتن توميتوز (الإنجليزية)
- أندريه سيويرين على موقع ألو سيني (الفرنسية)
- أندريه سيويرين على موقع ميوزك برينز (الإنجليزية)
- أندريه سيويرين على موقع أول موفي (الإنجليزية)
- أندريه سيويرين على موقع قاعدة بيانات الأفلام السويدية (السويدية)
- أندريه سيويرين على موقع ديسكوغز (الإنجليزية)
- أندريه سيويرين على موقع قاعدة بيانات الفيلم (الإنجليزية)
- أندريه سيويرين على موقع كينوبويسك (الروسية)